# Negozio di vicinato
In Italia si indica con il termine negozio di vicinato o  esercizio di vicinato un punto vendita al dettaglio con superficie di vendita (alla quale ha accesso la clientela) non superiore ai 150 m² nei comuni con popolazione residente inferiore a 10.000 abitanti oppure a 250 m² in quelli con popolazione superiore ai 10.000 abitanti.
Tale categoria è costituita da tradizionali negozi di quartiere del settore alimentare o non alimentare, parzialmente a libero servizio, o da negozi affiliati a un'insegna della grande distribuzione organizzata. In tal modo questi ultimi tipi di punti vendita puntano sia sulla qualità del servizio e sulla familiarità con la clientela tipici dei negozi tradizionali che sui vantaggi derivanti dall'appartenenza a una catena.